# Скінченнопороджений модуль
Скінченнопородженим модулем {\displaystyle M} над асоціативним кільцем {\displaystyle R} називається такий модуль, який породжується скінченною кількістю своїх елементів. Наприклад, для правого модуля це означає, що існує скінченна множина елементів {\displaystyle m_{1},m_{2},\ldots ,m_{n}\in M} таких, що будь-який елемент з {\displaystyle M} рівний сумі {\displaystyle m_{1}a_{1}+m_{2}a_{2}+\ldots +m_{n}a_{n}}, де {\displaystyle a_{1},a_{2},\ldots ,a_{n}\in R}  — елементи кільця {\displaystyle R}.
Еквівалентно скінченнопороджені модулі можна визначити такими умовами:
- Для будь-якої сім'ї підмодулів {Ni | i ∈ I} модуля M, якщо {\displaystyle \sum _{i\in I}N_{i}=M\,}, то {\displaystyle \sum _{i\in F}N_{i}=M\,} для деякої скінченної підмножини F множиниI.
- Для будь-якої лінійно впорядкованої множини підмодулів {Ni | i ∈ I} вM, якщо {\displaystyle \bigcup _{i\in I}N_{i}=M\,}, тоді Ni = M для деякого i в I.
- Якщо {\displaystyle \phi :\bigoplus _{i\in I}R\to M\,} є епіморфізмом, тоді для деякої скінченної підмножини F множини I {\displaystyle \phi :\bigoplus _{i\in F}R\to M\,} теж є епіморфізмом.

Серед властивостей, тісно пов'язаних з скінченною породженістю  — скінченне представлення, скінченна зв'язність і когерентність модуля. Над нетеровим кільцем всі чотири властивості є еквівалентними.
Скінченнопороджені модулі над полем є скінченновимірними векторними просторами.

## Приклади
- Якщо модуль породжується лише одним елементом то він називається циклічним молулем.
- Якщо R є областю цілісності і K його полем часток то кожен скінченнопороджений R-підмодуль I поля K є дробовим ідеалом: тобто існує елемент r в кільці R такий що rI є підмножиною R. Справді за елемент r можна взяти добуток знаменників всіх генераторів I. Якщо R є нетеровим кільцем, то кожен дробовий ідеал одержується в цей спосіб.
- Скінченнопородженими модулями над кільцем цілих чисел Z скінченнопороджені абелеві групи.
- Скінченнопородженими модулями над тілом є скінченновимірні векторні простори над тілом.

## Властивості
Образ скінченнопородженого модуля при гомоморфізмі також є скінченнопородженим модулем. У загальному випадку, підмодулі скінченнопородженого модуля не обов'язково є скінченнопородженими. Наприклад, розглянемо кільце R = Z[x1, x2...] многочленів від нескінченного числа змінних. Це кільце є скінченнопородженим Z-модуль. Розглянемо його підмодуль (тобто ідеал), що складається з усіх многочленів з нульовим коефіцієнтом при константі. Якби у цього модуля була скінченна породжуюча множина, то кожен одночлен xi мав би міститися в одному з многочленів цієї множини, що неможливо.
Модуль називається нетеровим, якщо будь-який його підмодуль є скінченнопородженим. Більш того, модуль над нетеровим кільцем є скінченнопородженим тоді і тільки тоді, коли він є нетеровим.
Нехай 0 → M′ → M → M′′ → 0 — точна послідовність модулів. Якщо M′ и M′′ тут скінченно породжені, то і M є скінченнопородженим. Вірні і деякі твердження, частково обернені до даного. Якщо M є скінченнопородженим і M'' скінченнопредставленим (це більш сильне умова, ніж скінченнопородженісь), то M′ є скінченнопородженим.
В комутативній алгебрі існує певний зв'язок між скінченною породженістю і цілими елементами. Комутативна алгебра A над R називається скінченнопородженою над R, якщо існує скінченна множина її елементів, така, що A є найменшим підкільцем A, що містить R і ці елементи. Це більш слабка умова, ніж скінченнопородженість: наприклад, алгебра многочленів R[x]  — скінченнопороджена алгебра, але не скінченнопороджений модуль. Наступні твердження еквівалентні :
- A  — скінченнопороджений модуль;
- A  — скінченнопороджена алгебра, що є цілим розширенням R.

## Скінченнопредставлені, скінченнопов'язані і когерентні модулі
Властивість скінченної породженості можна сформулювати так: скінченнопороджений модуль M  — це модуль, для якого існує епіморфізм
f : Rk → M.
Розглянемо тепер епіморфізм
φ : F → M
з вільного модуля F в M.
- Якщо ядро епіморфізма φ є скінченнопородженим, M називається скінченнопов'язаним модулем. Оскільки M є ізоморфним F/ker(φ), цю властивість можна виразити наступними словами: M одержується з вільного модуля додаванням скінченної кількості співвідношень.
- Якщо ядро епіморфізма φ є скінченнопородженим і ранг модуля F є скінченним, M називається скінченнопредставленим модулем. Тут у M є скінченна кількість генераторів (образи генераторів F) і скінченна кількість (генераторів ker(φ)).
- Когерентний модуль  — це скінченнопороджений модуль, все скінченнопороджені підмодулі якого є скінченнопредставленими.

Якщо основне кільце R нетеровим, всі чотири умови еквівалентні.
Хоча умова когерентності здається більш «громіздкою», ніж умови скінченної пов'язаності і представленості, вона також є важливою, тому що категорія когерентних модулів є абелевою, на відміну від категорії скінченнопороджених або скінченнопредставлених модулів.